# Сочет (Хунедоара)
Сочет (рум. Socet) насеље је у Румунији у округу Хунедоара у општини Чербал. Oпштина се налази на надморској висини од 893 m.

## Становништво
Према подацима из 2002. године у насељу је живело 82 становника, од којих су сви румунске националности.